# Асабаев, Кисенбай
Кисенбай Асабаев (каз. Кісенбай Асабайұлы; род. 1935 год, село Амангельды) — старший чабан совхоза «Коммунизм таны» Эмбинского района Гурьевской области, Казахская ССР. Герой  Социалистического Труда (1976).
Родился в 1935 году в крестьянской семье в селе Амангельды (сегодня входит в городские границы города Атырау). С 1955 года трудился чабаном в колхозе «Коммунизм таны» (позднее — совхоз «Косшагыл») Эмбинского района. В 1963 году назначен старшим чабаном. В 1967 году участвовал во Всесоюзной выставке ВДНХ. В 1968 году вступил в КПСС.
В 1975 году бригада Кисенбая Асабаева вырастила в среднем по 170 ягнят от каждой сотни овцематок и настригда с каждой овцы в среднем по 3,5 киорграмм шерсти. В 1976 году было выращено в среднем по 165 ягнят от каждой сотни овцематок и настрижено в среднем с каждой овцы по 3,2 килограмм шерсти. За выдающиеся успехи, достигнутые во Всесоюзном социалистическом соревновании, проявленную трудовую доблесть в выполнении планов и социалистических обязательств по увеличению производства и продажи государству зерна и других сельскохозяйственных продуктов удостоен звания Героя Социалистического Труда указом Президиума Верховного Совета СССР от 24 декабря 1976 года с вручением ордена Ленина и золотой медали «Серп и Молот».
В 1991 году вышел на пенсию.
Награды
- Герой Социалистического Труда
- Орден Ленина
- Государственная премия Казахской ССР (1986)